# Кумичич, Евгений
Евгений Кумичич (хорв. Eugen Kumičić) — хорватский писатель и политик.

## Биография
Кумичич родился в городке Брсеч, ныне Приморско-Горанская жупания, Хорватия. После окончания Венского университета по специальности философия вернулся в Хорватию, где работал преподавателем в городах Сплит, Задар и Загреб. С 1875 по 1878 он провел два года в Париже и 6 месяцев в Венеции, готовясь к экзаменам по французскому и итальянскому языкам. Во Франции Кумичич испытал влияние натурализма, в основном через работы Эмиля Золя.
По возвращении в Хорватию, с 1879 по 1883 год он преподает в Загребской средней школе. В течение этого времени Кумичич активно сотрудничает с хорватскими литературными кругами, а также проявляет политическую активность. Будучи горячим сторонником Анте Старчевича, он завершает работу на гражданской службе в 1883 году для того, чтобы продолжить политическую и литературную карьеру. Вместе с Матко Лагиньей он открывает журнал Primorac в Кральевице. Кроме того он работает в журналах Хорватской партии права Hrvatska vila (1882—1883) и Hrvatska (1887—1888). Здесь он публикует эссе, очерки и рассказы. В 1884 году был избран в парламент Хорватии, провел большую часть своей политической карьеры в борьбе против венгерских националистов.
В 1885 году Евгению Кумичичу было присвоено звание почётного гражданина города Загреба.

## Творчество
Кумичич написал много романов и рассказов, в основном, о простых людях в его родной Истрии. В своих романах, касающихся городской жизни и хорватской истории, он пытался привнести элементы натурализма, но его усилия зачастую находили препятствие в хорватской национальной романтической тенденции.
Его творчество, как правило, делится на три тематических периода: первый период отмечен романами и рассказами, отличающимися романтическим описанием трудолюбивых жителей Истрии — в основном рыбаков, земледельцев и моряков; следующий литературный этап обычно связан с городской жизнью (так называемые «городские романы»), где наиболее заметно натуралистическое направление его творчества, выраженное в описании финансового и морального хаоса; третий этап творчества знаменуется историческими романами, где описывается жизнь и быт важных фигур хорватской истории.

## Сочинения

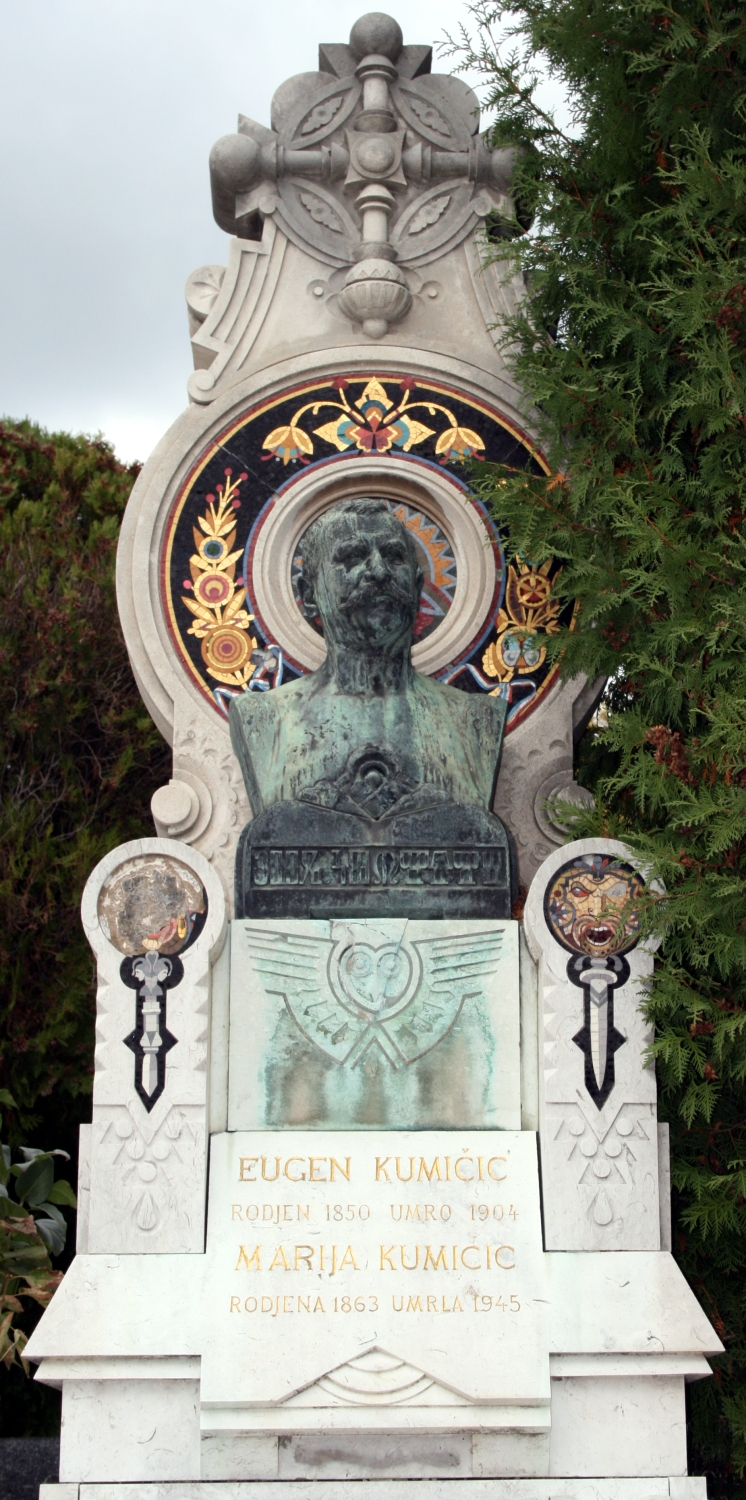
Памятник Евгению Кумичичу на Мирогойском кладбище

### Романы
- Olga i Lina (1881)
- Primorci (1882)
- Začuđeni svatovi (1883)
- Gospođa Sabina (1883)
- Sirota (1885)
- Teodora (1889)
- Urota Zrinsko-Frankopanska (1893)
- Kraljica Lepa ili propast kraljeva hrvatske krvi (1902)

### Рассказы
- Slučaj (1879)
- Jelkin bosiljak (1881)
- Neobični ljudi (1882)
- Ubilo ga vino (1884)
- Pod puškom (1886)
- Preko mora (1889)
- Saveznice (1889)
- Otrovana srca (1890)
- Broj 84 i 85 (1890)
- Crn Božić (1890)
- Tri mučenice (1890)
- Mladost-ludost (1891)
- Podijeljeni grobovi (1896)

### Пьесы
- Sestre (1890)
- Obiteljska tajna (1890)
- Poslovi (1898)
- Petar Zrinski (1900)

### Очерки
- O romanu (1883)
- Ivan Turgenjev (1883)
- Zablude naše kritike (1890)
- Petar Zrinski, Fran Krsto Frankopan i njihovi klevetnici (1899)